# Mòng biển California
Mòng biển California (danh pháp hai phần: Larus californicus) là một loài mòng biển thuộc họ Laridae. Con trưởng thành có bề ngoài ing, nhưng có mỏ nhỏ màu vàng với một vòng xuyến màu đen, chân màu vàng, đôi mắt nâu và đầu tròn hơn. Cơ thể chủ yếu là màu trắng có lưng màu xám và đôi cánh trên. Chim chưa trưởng thành cũng có bề ngoài tương tự mòng biển Herring chưa trưởng thành, với bộ lông nâu hơn loài mòng biển mỏ đeo vòng. Chiều dài có thể dao động từ 46 đến 55 cm, sải cánh dài 122–137 cm và khối lượng cơ thể có thể khác nhau từ 430 đến 1.045 g.

## Phân bố
Môi trường sống sinh sản của chúng là hồ và đầm lầy trong nội địa phía tây Bắc Mỹ từ Northwest Territories, Canada ở phía nam miền đông California và Colorado (Sibley 2000). Họ làm tổ ở các thuộc địa, đôi khi với các loài chim khác. Tổ là một hố nông trên mặt đất được lót bằng thảm thực vật và lông. Con mái thường đẻ 2 hoặc 3 quả trứng. Cả chim cha và chim mẹ cùng nuôi chim non.
Chúng là loài di cư, di chuyển tới bờ biển Thái Bình Dương vào mùa đông. Chỉ lúc đó loài chim này thường xuyên được tìm thấy ở miền tây California (Sibley 2000).
Những con chim kiếm thức ăn khi đang bay hoặc trong khi bơi lội, đi bộ hoặc lội nước. Chúng chủ yếu ăn côn trùng, cá và trứng. Chúng cũng nhặt rác tại bãi rác hoặc bến tàu. Chúng có thể theo máy cày trong các cánh đồng có côn trùng khuấy động bởi hoạt động này.